# Keldian
Keldian är ett norskt power metal-band från Aurlands kommun i Sogn og Fjordane fylke som bildades 2005. Bandets låtar behandlar rymden och mänsklighetens framtid. Bandet består av Christer Andresen och Arild Aardalen, men utöver dessa två medverkar även ett flertal studiomusiker. Bandet har tidigare även gått under namnen Protos Nemesis och Keld.

## Diskografi
- Heaven's Gate (2007)
- Journey of Souls (2008)
- Outbound (2013)
- Darkness and Light (2017)
- The Hidden History of Keldian (2018)
- The Bloodwater Rebellion (2022)